# Копчак (Гагаузія)
Копча́к (Кипчак, рум. Copceac, гаг. Kıpçak в минулому — Татар-Копчак) — село-анклав в Чадирському окрузі Гагаузії Молдови, утворює окрему комуну. Друге за величиною село в Європі - площа територій 10240 га.
Населення утворюють в основному гагаузи — 9068 осіб, живуть також болгари  — 144, молдовани — 110, росіяни — 97, українці — 71, цигани — 33.

## Історія
За даними 1859 року у болгарській колонії Татар-Копчак Аккерманського повіту Бессарабської області мешкало 1575 осіб (827 чоловічої статі та 748 — жіночої), налічувалось 340 дворових господарств, існували православна церква та поштова станція.
Станом на 1886 рік у болгарській колонії Кубейської волості мешкало 2685 осіб, налічувалось 420 дворових господарства, існували православна церкла, школа та 4 лавки.
За переписом 1897 року кількість мешканців зросла до 4011 осіб (2014 чоловічої статі та 1997 — жіночої), з яких 4005 — православної віри.

## 21 століття
В селі діють 3 дитячих садочки, 2 ліцеї, автошкола, бібліотека, будинок культури, краєзнавчий музей, Святоуспенська церква Святої Богородиці, стадіон, ДЮСШ. Серед підприємств працюють швейна фабрика «Asena-Textil», 3 пекарні, 3 борошномельні, сільськогосподарське підприємство «Перемога».

## Відомі особи
У Копчаку народилися
- Драган Гліб — румунський інженер, академік Румунської академії.
- Драганов Борис Харлампійович — український науковець-теплоенергетик, теплотехнік, педагог, доктор технічних наук.
- Янулов Петро Іванович — молдовський борець вільного стилю, срібний призер Європейських ігор.
- Бабогло Владислав Віталійович — український та молдовський футболіст.